# ǀXam jezik
ǀXam jezik (ǀKamkaǃe, ǀKham-Ka-ǃk’e, ǀXam-Ka-!ǃk’e; ISO 639-3: xam), izumrli kojsanski jezik koji se govorio u Južnoafričkoj Republici.
ǀXam-kaǃke je skupni naziv za Cape Bušmane ili Bušmane s Rta koji su živjeli južno od rijeke Orange River.

## Vanjske poveznice
- Ethnologue (14th)
- Ethnologue (15th)